# Dinalupihan
Dinalupihan là một đô thị cấp hai ở tỉnh Bataan, Philippines. Đây là đô thị không giáp biển duy nhất của tỉnh. Theo điều tra dân số năm 2015, đô thị này có dân số 106.371 người trong.

## Các đơn vị hành chính
Dinalupihan, về mặt hành chính, được chia thành 47 khu phố (barangay).
| - Bangal - Bonifacio (Pob.) - Burgos (Pob.) - Colo - Daang Bago - Dalao - Del Pilar (Pob.) - Gen. Luna (Pob.) - Gomez (Pob.) - Happy Valley - Kataasan - Layac - Luacan - Mabini Proper (Pob.) - Mabini Ext. (Pob.) - Magsaysay Street | - Naparing - New San Jose - Old San Jose - Padre Dandan (Pob.) - Pag-asa - Pagalanggang - Pentor - Pinulot - Pita - Rizal (Pob.) - Roosevelt - Roxas (Pob.) - Saguing - San Benito - San Isidro (Pob.) - San Pablo (Bulate) | - San Ramon - San Simon - Santo Niño - Sapang Balas - Tabacan - Torres Bugauen (Pob.) - Tucop - Zamora (Pob.) - Aquino - Bayan-bayanan - Maligaya - Payangan - Pentor - Tubo-tubo - Jose C. Payumo, Jr. |